# Phongsali
Phongsali (in lao ຜົ້ງສາລີ) è una città del Laos, situata nella provincia di Phongsali, della quale è il capoluogo.